# Quadrophenia
Quadrophenia este al șaselea album de studio al trupei engleze de rock, The Who. Lansat pe 19 octombrie 1973 de Track și Polydor în Marea Britanie și de Track și MCA în Statele Unite, Quadrophenia este un dublu album și a doua operă rock a formației. Tema implică întâmplări sociale, muzicale și psihologice văzute dintr-o perspectivă adolescentină în Londra și Brighton în 1964 și 1965.
Titlul este o aluzie la pronunțarea incorectă a termenului medical "schizophrenia" (schizofrenie).

## Lista pieselor

### Disc 1
1. "I Am The Sea" (2:08)
2. "The Real Me" (3:20)
3. "Quadrophenia" (6:15)
4. "Cut My Hair" (3:46)
5. "The Punk and The Godfather" (5:10)
6. "I'm One" (2:39)
7. "The Dirty Jobs" (4:30)
8. "Helpless Dancer" (2:32)
9. "Is It in My Head?" (3:46)
10. "I've Had Enough" (6:14)

### Disc 2
1. "5:15" (5:00)
2. "Sea and Sand" (5:01)
3. "Drowned" (5:28)
4. "Bell Boy" (4:56)
5. "Doctor Jimmy" (8:42)
6. "The Rock" (6:37)
7. "Love, Reign O'er Me" (5:48)

- Toate cântecele au fost scrise de Pete Townshend.

## Single-uri
- "5:15" (1973)
- "Love, Reign O'er Me" (1973)
- "The Real Me" (1974)

## Componență
- Roger Daltrey - voce principală
- John Entwistle - chitară bas, trompetă, voce
- Keith Moon - baterie, percuție, voce pe "Bell Boy"
- Pete Townshend - chitare, sintetizatoare, pian, banjo, efecte sonore, voce, pre-producție, efecte speciale